# Davis County (Utah)
Davis County ist ein County im Bundesstaat Utah der Vereinigten Staaten. 2020 lebten im Davis County 362.679 Menschen. Der Verwaltungssitz (County Seat) ist Farmington.

## Geographie
Nach Angaben des US Census Bureau bedeckt das Davis County eine Fläche von 1641 Quadratkilometern, davon sind 853 Quadratkilometer Wasserflächen. Es grenzt im Uhrzeigersinn an folgende Countys: Weber County, Morgan County, Salt Lake County und Tooele County.
Das County ist Teil der Ogden-Clearfield Metropolitan Area, aber nur geografisch. Die Südhälfte des County hat mehr wirtschaftliche Verbindungen zu Salt Lake City als zu Ogden. In Farmington gibt es einen großen Freizeitpark. Davis County liegt genau zwischen dem Großen Salzsee im Westen und der Wasatch Range im Osten. Der größte Ort ist Layton.

## Geschichte
Davis County wurde im Jahre 1852 gegründet. Es wurde nach Daniel C. Davis benannt, ein Captain in einem Mormonen-Bataillon.

## Demografische Daten

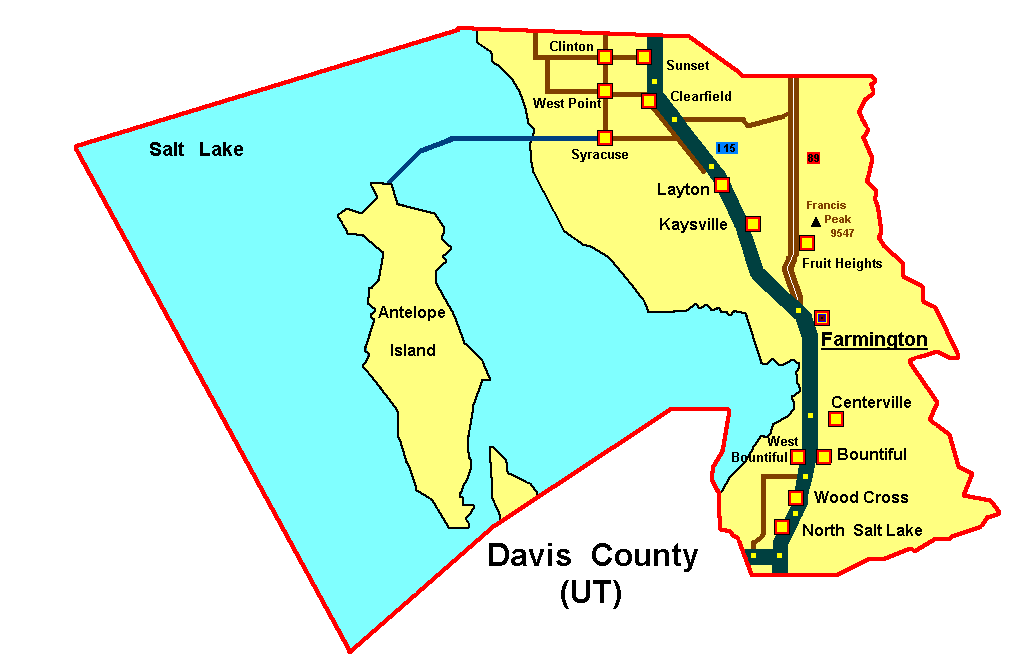
Davis County (UT) Details

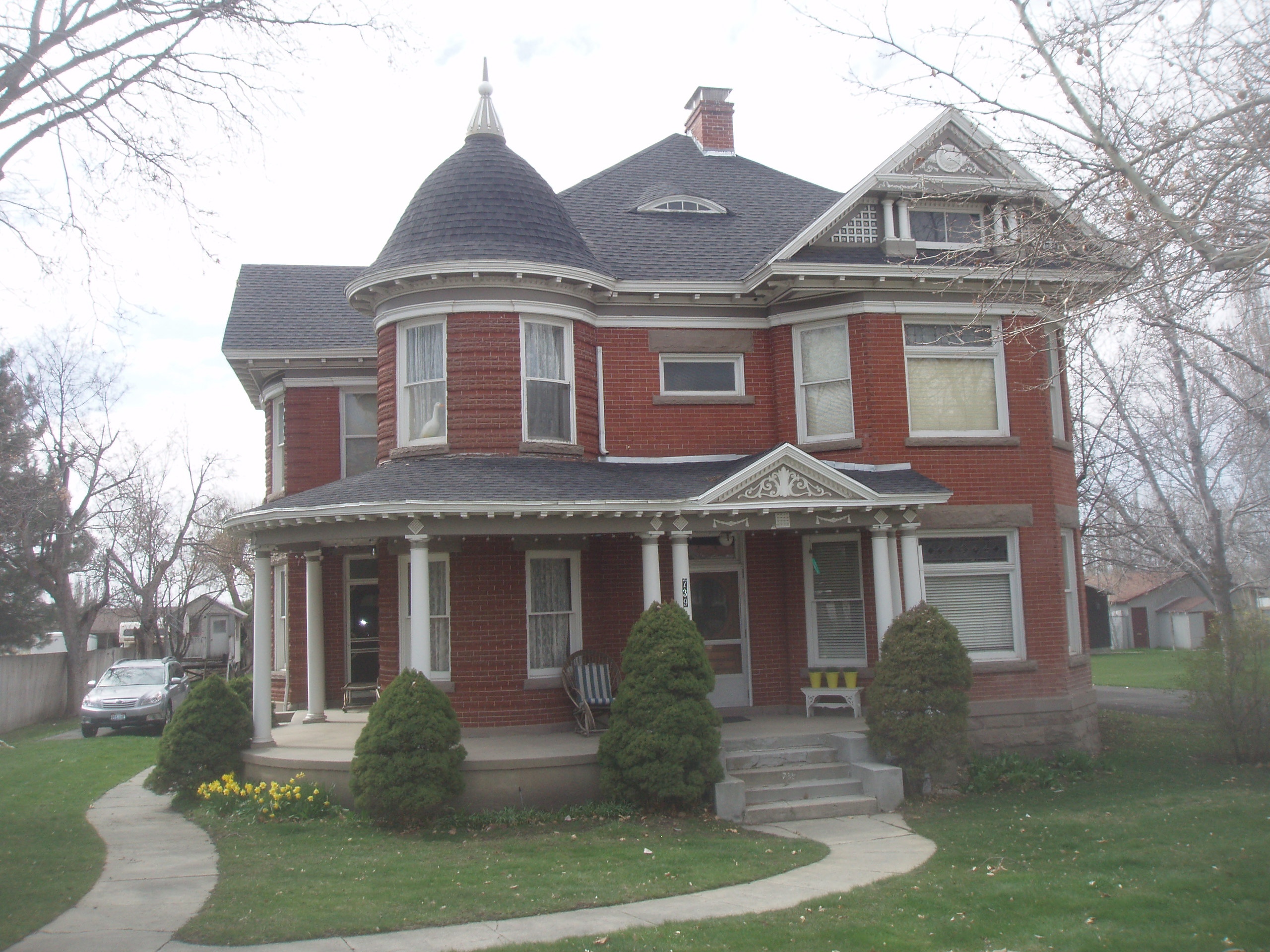
West Bountiful Historic District, gelistet im NRHP mit der Nr. 03000158

Nach der Volkszählung im Jahr 2000 lebten im Davis County 238.994 Menschen. Es gab 71.201 Haushalte und 59.239 Familien. Die Bevölkerungsdichte betrug 303 Einwohner pro Quadratkilometer. Ethnisch betrachtet setzte sich die Bevölkerung zusammen aus 92,26 % Weißen, 1,09 % Afroamerikanern, 0,58 % amerikanischen Ureinwohnern, 1,53 % Asiaten, 0,27 % Bewohnern aus dem pazifischen Inselraum und 2,30 % aus anderen ethnischen Gruppen; 1,97 % stammten von zwei oder mehr ethnischen Gruppen ab. 5,42 % der Bevölkerung waren spanischer oder lateinamerikanischer Abstammung.
Von den 71.201 Haushalten hatten 49,50 % Kinder und Jugendliche unter 18 Jahre, die bei ihnen lebten. 70,80 % waren verheiratete, zusammenlebende Paare, 9,20 % waren allein erziehende Mütter. 16,80 % waren keine Familien. 13,60 % waren Singlehaushalte und in 4,60 % lebten Menschen im Alter von 65 Jahren oder darüber. Die Durchschnittshaushaltsgröße betrug 3,31 und die durchschnittliche Familiengröße lag bei 3,67 Personen.
Auf das gesamte County bezogen setzte sich die Bevölkerung zusammen aus 35,10 % Einwohnern unter 18 Jahren, 12,20 % zwischen 18 und 24 Jahren, 28,20 % zwischen 25 und 44 Jahren, 17,10 % zwischen 45 und 64 Jahren und 7,30 % waren 65 Jahre alt oder darüber. Das Durchschnittsalter betrug 27 Jahre. Auf 100 weibliche Personen kamen 100,90 männliche Personen, auf 100 Frauen im Alter ab 18 Jahren kamen statistisch 98,50 Männer.
Das jährliche Durchschnittseinkommen eines Haushalts betrug 53.726 USD, das Durchschnittseinkommen der Familien betrug 58.329 USD. Männer hatten ein Durchschnittseinkommen von 40.913 USD, Frauen 25.904 USD. Das Prokopfeinkommen betrug 19.506 USD. 5,10 % der Bevölkerung und 4,00 % der Familien lebten unterhalb der Armutsgrenze. 5,90 % davon waren unter 18 Jahre und 4,10 % waren 65 Jahre oder älter.

## Städte und Orte
- Anchorage
- Barnes
- Bountiful
- Centerville
- Clearfield
- Clinton
- East Layton
- Farmington
- Fruit Heights
- Kaysville
- Layton
- Laytona
- North Salt Lake
- Rosedale
- Sahara Village
- South Weber
- Sunset
- Syracuse
- Val Verda
- Valencia
- Vineyard
- West Bountiful
- West Kaysville
- West Layton
- West Point
- Woods Cross